# Порфирий (Крайский)
Епископ Порфи́рий (в миру Пётр Николаевич Кра́йский; 1707 — 7 (18) июля 1768, Белгород) — епископ Русской православной церкви, епископ Белгородский и Обоянский.
Родственник ректора Славяно-греко-латинской академии Сильвестра Крайского.

## Биография
Уроженец юго-западной части Русского царства. В детском возрасте приехал в Москву.
Семнадцать лет учился в Славяно-греко-латинской академии. В 1727 году дошёл до класса богословия и окончил курс в 1730 году. Будучи студентом, начал преподавать в 1725 году. С 1730 года — учитель старших классов академии, а после пострижения в монашество в 1732 году переведён в класс риторики. Прославился тем, что составлял для студентов особые диеты для улучшения памяти. Среди слушателей Петра Крайского в 1733—1734 годах был Михаил Ломоносов, который собственноручно переписал весь курс риторики.
Посвящение в иеромонахи произошло в 1733 году. 12 июля 1737 года назначен преподавателем философии академии. С 1741 года — префект, а с сентября 1742 года — ректор академии и архимандрит Заиконоспасского монастыря. Будучи ректором, Пётр Крайский выполнял различные поручения Синода. Так, в 1744 году он сравнивал с греческим текстом и исправлял «Номоканон», напечатанный в Киеве в 1624 году, позднее составлял чин для принятия католиков в православие, свидетельствованный в 1746 году Иаковом Блонницким и изданный значительно позже.
С 12 мая 1747 года определён архимандритом Донского монастыря. При этом Пётр сохранил должность ректора академии и чин архимандрита Заиконоспасского монастыря.
5 апреля 1748 года определён быть епископом Суздальским. Хиротония состоялась 30 мая того же года.
С 9 октября 1755 года — епископ Коломенский и Каширский, член Святейшего синода.
С октября 1763 года — епископ Белгородский.
Скончался 7 (18) июля 1768 года в Белгороде.